# Ils mourront tous sauf moi !
Pour plus de détails, voir Fiche technique et Distribution.
Ils mourront tous sauf moi ! (Все умрут, а я останусь, Vse umrut a ya ostanus) est un film russe réalisé par russe Valeria Gaï Germanica, sorti en 2008.
Premier film de la réalisatrice, il remporte une Mention spéciale de la Caméra d'or au Festival de Cannes 2008.

## Synopsis
Dans une banlieue de Moscou, trois jeunes filles de 16 ans issues de familles dysfonctionnelles, attendent avec impatience la tenue d'un bal dans leur lycée.

## Fiche technique
Sauf indication contraire, les informations mentionnées dans cette section peuvent être confirmées par les bases de données cinématographiques IMDb et Allociné,  présentes dans la section « Liens externes ».
- Titre : Ils mourront tous sauf moi !
- Titre original : Все умрут, а я останусь (Vse umrut a ya ostanus)
- Réalisation : Valeria Gaï Germanica
- Scénario : Aleksandr Rodionov et Youri Klavdiev
- Montage : Yuliya Batalova et Ivan Lebedev
- Photographie : Alisher Khamidkhodzhaev
- Décors : Denis Shibanov
- Costumes : Aleksandr Petlyura
- Production : Dmytro Potmalnykov et Igor Tolstounov
- Société de production : Igor Tolstunov Production Company
- Société de distribution : CTV International (France)
- Pays de production :  Russie
- Langue originale : russe
- Format : couleurs - 1,85:1
- Genre : drame
- Durée : 80 minutes
- Dates de sortie : 
  - France : 21 mai 2008 (Festival de Cannes) ; 25 mars 2009 (sortie nationale)
  - Russie : 26 juin 2008 (Festival du film de Moscou) ; 21 octobre 2008 (première à Moscou) ; 23 octobre 2008 (sortie nationale)

## Distribution
Sauf indication contraire, les informations mentionnées dans cette section peuvent être confirmées par les bases de données cinématographiques IMDb et Allociné,  présentes dans la section « Liens externes ».
- Polina Filonenko : Katia
- Agnia Kouznetsova : Janna
- Olga Chouvalova : Vika
- Donatas Groudovitch : Alex
- Ioulia Alexandrova : Nastia
- Garold Strelkov : le père de Janna
- Inga Strelkova-Oboldina : la mère de Janna
- Alexeï Bagdasarov : le père de Katia
- Olga Lapchina : la mère de Katia